# Tournoi de Wimbledon 1897
 (novembre 2023).
Si vous disposez d'ouvrages ou d'articles de référence ou si vous connaissez des sites web de qualité traitant du thème abordé ici, merci de compléter l'article en donnant les références utiles à sa vérifiabilité et en les liant à la section « Notes et références ».
Résultats du Tournoi de Wimbledon 1897.

## Simple messieurs
Finale : Reginald Frank Doherty  Royaume-Uni bat Harold Mahony  Royaume-Uni 6-4, 6-4, 6-3

## Simple dames
Finale : Blanche Bingley  Royaume-Uni bat Charlotte Cooper  Royaume-Uni 5-7, 7-5, 6-2